# Tomislav Buljan
Tomislav Mihael Buljan (Split, 3. studenog 2002.) hrvatski je košarkaš. Igra na poziciji krilnog centra, a trenutačno je član njemačke momčadi Riesen Ludwigsburg.

## Karijera
Tomislav Mihael Buljan, mladi i talentirani košarkaš iz redova kadeta KK Mislava, uspješno je debitirao za juniore KK Zadra sa 15 godina, na 14. izdanju Međunarodnog memorijalnog juniorskog košarkaškog turnira Tomislav Knežević, održanog 25. i 26.8.2018., u zadarskim Jazinama u sjećanje na tragično preminulog zadarskog košarkaša Tomislava Kneževića.
Organizatori turnira su već tradicionalno Košarkaški savez Zadarske županije i KK Zadar, a na turniru su sudjelovali klubovi BC Lissone iz Italije, KK Zadar, Olimpija Ljubljana i KK Sonik Puntamika.
Tomislav Mihael debitirao je u posljednjoj utakmici turnira u srazu protiv BC Lissone u kojoj su slavili Zadrani rezultatom 98:51. Tomislav Mihael Buljan koji je ubacio 10 koševa.
U konačnom poretku turnira KK Zadar osvojio je prvo mjesto s ukupno 6 bodova bez ijednog poraza.
Tomislav Mihael je svojim dobrim igrama u sezoni 2017./2018. skrenuo pozornost na sebe igrajući za KK Mislav u kadetskoj i seniorskoj konkurenciji, a pogotovo na Basketball Camp Croatia gdje je trenirao s više od 200 košarkaških talenata iz cijele Europe u sportskoj dvorani u Zaboku.
Zanimanje za Tomislava Mihaela pokazali su i razni košarkaški klubovi poput KK Split, KK Zabok, KK Brose Bamberg iz Njemačke, razni klubovi iz Italije, Slovenije te srednjoškolske košarkaške ekipe iz SAD-a.
Godine 2021. juniori Zadra osvojili su 1.mjesto na prvenstvu Hrvatske. Zanimljivo je kako je ovo prvi juniorski naslov za Zadar nakon 2001. godine, MVP je tad bio današnji pomoćni trener Toni Dijan.
Uz to je Buljan nadodao sjajnu juniorsku sezonu gdje je proglašen MVP-om prvenstva , najkorisniji igrač. Posebno su bile
dojmljive utakmice protiv Cibone pod tornjem 30 koševa,10 skokova i Cedevite u finalu u Domu košarke na velesajmu
također 30 koševa i 10 skokova.
Zanimljivost je da je zbog svojih atraktivnih poteza i zakucavanja u Zadru dobio nadimak „Air Buljan“.
U posljednjem odigranom susretu u AdmiralBet ABA ligi 03.01.2022., košarkaši Zadra izgubili su u Beogradu od Partizana 103:72.
Unatoč porazu, ono što je razveselilo sve ljubitelje košarke u Zadru bila je partija koju je pružio mladi Tomislav Mihael Buljan. Za 21 minutu koliko je proveo na parketu, Buljan je sa 16 koševa bio najbolji strijelac sastava iz Krešinog doma.
Najbolji pojedinci u 20. kolu Admiralbet ABA lige proglašeni su na službenim stranicama lige.
Zadranin Tomislav Buljan imao je najviše ukradenih lopti od svih igrača AdmiralBet ABA lige u 20. kolu, jer je uspio čak četiri puta oduzeti tj. „ukrasti“ loptu protivniku na utakmici u Beograda protiv Euroligaša Crvene zvezde mts.
Treba istaknuti da je 25.10.2022.godine sa 19 godina na širem popisu hrvatske seniorske košarkaške reprezentacije Tomislav Buljan.
19-godišnje visoko krilo je protekle sezone dao značajan doprinos igri Zadra u ABA ligi a zablistao je 2022. na FIBA Europskom prvenstvu za igrače do 20 godina, gdje je sa 15,7 poena i 9,9 skokova po utakmici bio najbolji skakač i deveti strijelac turnira.
Buljan trenutačno igra za El Prat, klub koji je povezan s Joventut Badalonom. U Španjolskoj LEB Plati bilježi prosjek od 15 poena i 8,5 skokova po utakmici.
Zbog odličnih izvedbi u razvojnoj momčadi Buljan je uvršten u roster Joventut Badalone za ULEB EuroCup natjecanje.
17. kolovoza 2023. potpisuje za Cibonu koja se natječe u HT premijer i ABA ligi.
17.srpnja 2024.  potpisuje za  Riesen Ludwigsburg.

## Nacionalna momčad
Imao je uspjeha s hrvatskom košarkaškom reprezentacijom (do 20). Osvojili su treće mjesto 2021 FIBA Europe Under-20 Championship 2021. godine. Natjecanje je dovršio s prosjekom 12 koševa i 7 skokova.

## Vanjske poveznice
- Tomislav Mihael Buljan at aba-liga.com
- Tomislav Mihael Buljan at eurobasket.com
- Tomislav Mihael Buljan at crosarka.com
- Tomislav Mihael Buljan at antenazadar.hr
- Tomislav Mihael Buljan at hks-cbf.hr
- Tomislav Mihael Buljan at euroleaguebasketball.net